# 주커토르트 오프닝
주커토트 오프닝은 요하네스 주커토트의 이름을 딴 체스 오프닝으로, 다음과 같은 수로 시작한다.
1. Nf3
플랭크 오프닝이며, 백이 가능한 스무 가지 합법적인 첫 수 중 1.e4와 1.d4 다음으로 세 번째로 인기 있는 수이다. 때때로 1.Nf3 첫 수에 "레티 오프닝"이라는 이름이 사용되기도 하지만, 대부분의 자료에서는 레티를 1.Nf3 d5 2.c4 수순으로 더 좁게 정의한다. 이 수순은 주커토트의 가장 흔한 독립적인 변형이기도 하다.
1.Nf3를 둠으로써 백은 흑이 1...e5를 두는 것을 막고, 잉글리시 오프닝을 둘 의향이 있지만 1.c4 e5로 시작하는 리버스 시실리안 라인을 피하려는 많은 플레이어들이 대신 1.Nf3로 게임을 시작한다. 이 오프닝은 보통 1.e4, 1.d4, 또는 1.c4로 시작하는 오프닝으로의 변환 장치로 매우 자주 사용되며, 백은 흑의 계획에 대해 더 많은 정보를 얻을 때까지 특정 결정적인 수를 미루는데, 이는 주로 다른 수순에서 가능한 특정 라인을 피하기 위함이다. 일반적인 변환은 퀸스 갬빗 거절 (예: 1.Nf3 d5 2.d4 Nf6 3.c4 이후), 카탈란 오프닝 (예: 1.Nf3 Nf6 2.g3 d5 3.Bg2 e6 4.0-0 Be7 5.c4 이후), 그리고 잉글리시 오프닝이다. 예를 들어, 1.Nf3 c5 이후 백은 2.e4를 두어 주류 시실리안 디펜스로 이끌거나, 또는 2.c4를 두어 잉글리시의 대칭 변형으로 이끌 수 있다.
주로 1.Nf3로 시작하는 주요 독립 라인은 레티 오프닝 (1.Nf3 d5 2.c4), 킹스 인디언 어택 (백이 g3, Bg2, e4, d3, O-O를 두는 경우), 그리고 님조비치–라르센 어택 (백이 b3, Bb2, e3를 두는 경우)이다. 이 라인들에서 백은 흑이 중앙을 통제하도록 허용하면서도, 나중에 그 통제를 약화시킬 의도를 가지는데, 이는 초근대주의 스타일이다.
체스 오프닝 백과사전에서 이 오프닝은 A04–A09 시리즈에 포함되어 있다. 1...d5는 A06–A09, 1...Nf6는 A05, 그리고 다른 모든 흑의 수는 A04에 해당한다. 이 수는 에드마르 메드니스에 의해 "완벽하고 유연한 오프닝"으로 묘사되었으며 아론 님조비치와 같은 다른 사람들은 "확실히 가장 견고한 수이며, 1.e4와 1.d4와 같은 수들은 '결정적'이며 '타협적'이다"라고 묘사했다.

## 계속
체스 오프닝 백과사전에서 하나 이상의 챕터가 주어진 흑의 응수는 다음과 같으며, 인기 순으로 나열되어 있다.

### 1...Nf6
백의 수처럼 흑의 수도 오프닝에 대해 결정적이지 않다. 2.d4는 1.d4 Nf6 2.Nf3와 동일하다 (퀸스 폰 오프닝 참조). 2.c4는 잉글리시 오프닝의 흔한 시작이거나 퀸스 갬빗 거절로 돌아갈 수 있다. 2.g3는 킹스 인디언 어택의 흔한 시작이다.

### 1...d5
흑은 중앙에 대한 지배권을 주장한다. 백은 다음과 같은 많은 변환 옵션을 가지고 있다.
- 2.d4는 다시 1.d4 d5 2.Nf3와 동일하다 (퀸스 폰 오프닝 참조).
- 2.g3는 킹스 인디언 어택이다.
- 2.c4는 레티 오프닝 또는 잉글리시 오프닝이다.
- 2.e4는 테니슨 갬빗이다.

### 1...c5
흑은 백이 2.e4를 두어 시실리안 디펜스로 전환하거나 2.c4를 두어 잉글리시 오프닝의 대칭 디펜스로 전환하도록 유도한다.

### 1...g6
백은 2.c4를 두어 잉글리시 오프닝, 2.e4를 두어 시실리안 디펜스, 2.g3를 두어 킹스 인디언 어택, 또는 2.d4를 두어 킹스 인디언 디펜스로 갈 수 있다.

### 1...e6
백의 수처럼 흑의 수도 오프닝에 대해 결정적이지 않다. 백은 2.c4를 두어 잉글리시 오프닝으로 가거나, 2.e4를 두어 프렌치 디펜스 (흑이 2...d5를 두는 경우) 또는 시실리안 디펜스 (흑이 2...c5를 두는 경우)로 갈 수 있다. 백의 또 다른 비결정적인 수는 2.d4이며, 이는 흑의 응수에 따라 시실리안 디펜스, 퀸스 갬빗 거절, 더치 디펜스, 인디언 디펜스, 킹스 인디언 어택, 또는 런던 시스템으로 이어질 수 있다.

### 1...f5
1...f5 이후 2.d4는 더치 디펜스이다. 2.e4는 스턴턴 갬빗에서 아이디어를 빌려온다.

## 같이 보기
- 체스 오프닝 목록

## 더 읽어보기
- Djuric, Stefan (2010). 《Chess Opening Essentials, Volume 4- 1.Nf3》. New in Chess. ISBN 978-90-5691-308-3.

틀:White's twenty opening moves in chess